# Psednura pedestris
Psednura pedestris är en insektsart som först beskrevs av Wilhelm Ferdinand Erichson 1842.  Psednura pedestris ingår i släktet Psednura och familjen Pyrgomorphidae. Inga underarter finns listade i Catalogue of Life.